# Heinz Lausch
Heinz Lausch (* 6. Juni 1920 in Berlin; † 10. September 1996 ebenda) war ein deutscher Schauspieler und Synchronsprecher.

## Leben und Wirken
Der Sohn eines Kriminalbeamten und einer Schauspielerin besuchte nach der Volksschule zunächst eine Kunstgewerbeschule. Danach nahm er Schauspielunterricht an der Theaterschule von Hellmuth Bergmann und privat bei Herbert Hübner.
Schließlich ließ er sich zum Reklamezeichner ausbilden und arbeitete von 1938 bis 1940 als Technischer Zeichner bei Siemens. Von 1941 bis 1942 war er Soldat im Zweiten Weltkrieg. Dann begann seine Karriere als Filmschauspieler, die auch nach dem Krieg fortdauerte.
Lausch war am Hebbel-Theater zu sehen, er übernahm Hörspielrollen beim Rundfunk und machte Kabarettsendungen. Mit Kristina Söderbaum ging er auf Tournee. Er betätigte sich auch als Synchronsprecher und synchronisierte unter anderem Niksa Stefanini als Bullock in dem Karl-May-Film Winnetou 1. Teil.
Der Schauspieler war mit der fünf Jahre jüngeren Berufskollegin Edhilt Rochell verheiratet und hatte mit ihr eine Tochter.

## Veröffentlichungen
- Mein Sohn, der Fremde. Komödie in drei Akten. Berlin. Kreuzberg-Verlag Bühnenvertrieb. 1947.

## Filmografie
- 1943/44: Eine kleine Sommermelodie (UA: 1982)
- 1943/45: Kolberg
- 1944: Meine vier Jungens
- 1944: Das Konzert
- 1944: Junge Herzen
- 1944/48: Eine reizende Familie
- 1945: Frühlingsmelodie
- 1947: Kein Platz für Liebe
- 1951: Heidelberger Romanze
- 1952: Einmal am Rhein
- 1953: Mit siebzehn beginnt das Leben
- 1954: Sonne über der Adria
- 1955: Banditen der Autobahn
- 1955: Du darfst nicht länger schweigen
- 1955: Die Försterbuben
- 1956: Studentin Helene Willfüer
- 1956: Solange noch die Rosen blühn
- 1958: Schwarze Nylons – Heiße Nächte
- 1959: Rommel ruft Kairo
- 1959: Freddy, die Gitarre und das Meer
- 1960: Das kunstseidene Mädchen
- 1960: Waldhausstraße 20
- 1964: Gewagtes Spiel – Der Kopfsprung
- 1972: Tatort: Rattennest (Fernsehreihe)
- 1976: Tatort: Transit ins Jenseits
- 1976: Hans im Glück
- 1978: Vorhang auf, wir spielen Mord
- 1981: Tatort: Katz und Mäuse
- 1983: Tatort: Fluppys Masche

## Theater
- 1946: William Shakespeare: Ein Sommernachtstraum – Regie: Hans Carl Müller (Komödie am Kurfürstendamm Berlin)

## Hörspiele
- 1947: Annemarie Auer: Charlotte von Stein – Regie: nicht bekannt (RIAS Berlin)
- 1947: Anonym: Ein altes Weihnachtsspiel – Regie: nicht bekannt (RIAS Berlin)
- 1948: Ly Corsari: Die letzte Stufe (Dr. Alders) – Regie: Lothar Schluck (RIAS Berlin)
- 1949: Adolf Glaßbrenner: Eine Landpartie – Regie: Karl Metzner (RIAS Berlin)
- 1960: Thierry: Pension Spreewitz (Der verdächtige Graf mit Pseudonym, Folge 71) – Regie: Ivo Veit (RIAS Berlin)
- 1963: Thierry: Pension Spreewitz (Optimisten und Pessimisten, Folge 128, Erstsendung 19. Januar 1963) – Regie: Ivo Veit (RIAS Berlin)
- 1990: Paul Hengge: Ein Pflichtmandat – Regie: Robert Robert Matejka (RIAS Berlin)